# Acomis
Acomis es un género de plantas con flores perteneciente a la familia de las asteráceas. Comprende 8 especies descritas y de estas, solo 4 aceptadas. Es originaria de Australia.

## Taxonomía
El género fue descrito por F.Muell. in Benth. y publicado en Flora Australiensis: a description . . . 3: 591. 1867. La especie tipo es: Acomis macra F.Muell.

## Especies
A continuación se brinda un listado de las especies del género Acomis aceptadas hasta julio de 2012, ordenadas alfabéticamente. Para cada una se indica el nombre binomial seguido del autor, abreviado según las convenciones y usos.
- Acomis acoma (F.Muell.) Druce
- Acomis bella A.E.Holland
- Acomis kakadu Paul G.Wilson
- Acomis macra F.Muell.